# Penthievrefjord
De Penthievrefjord is een fjord in het Nationaal park Noordoost-Groenland in het oosten van Groenland.

## Geografie
De fjord is een tak van de Skærfjorden in noordwestelijke richting. Hij is grotendeels noordwest-zuidoost georiënteerd en heeft in het noordwesten verschillende bochten en takken. De fjord heeft een lengte van meer dan 40 kilometer en is aan het zuidoostelijke uiteinde wijder dan in de noordwesten.
Ten noorden van de fjord ligt het schiereiland Nordmarken en richting het zuiden Søndermarken.